# البیه (سوریه)
البیه (سوریه) (به عربی: البیة) یک منطقهٔ مسکونی در سوریه است که در استان حما واقع شده‌است.

## خصوصیات
البیه  ۱٬۷۰۳ نفر جمعیت دارد.